# Cherchez Hortense
Chercher Hortense je francouzský hraný film z roku 2012, který režíroval Pascal Bonitzer. Film měl světovou premiéru na filmovém festivalu v Benátkách. Snímek měl světovou premiéru na Festivalu du Film Français d'Helvétie de Bienne.

## Děj
Damien, profesor asijské civilizace má od své ženy Ivy za úkol požádat svého otce, prezidenta sekce Státní rady, aby intervenoval u jistého Henriho Hortense proti vyhoštění mladé Srbky jménem Zorica.
Jelikož Damien nikdy neměl snadný vztah se svým otcem, neustále žádost odkládá. Ze zbabělosti Ivu ujišťuje, že udělal, co bylo nutné.
Damien se spřátelí s mladou ženou jménem Aurore, která pracuje v restauraci poblíž jeho univerzity. Mezitím je Iva zaneprázdněna svou prací divadelní režisérky a udržuje vztah s jedním ze svých herců. Pár se rozchází.
Při diskuse s Aurore zjistí, že ona je ta Srbka, které nepomohl. Přizná jí, že lhal a že svého otce o nic nepožádal.
Damien je odhodlaný napravit svou chybu a kontaktuje otce. Ten mu odmítá pomoci s tím, že žádá příliš mnoho. Damien se rozhodne setkat se samotným Henrim Hortensem. Damien ale pochopí, že Hortense nepodnikne žádné kroky ve prospěch Zoricy.
Když najde Aurore, vysvětlí jí kroky, které pro ni udělal, a ona mu odpustí. Aurore se chystá odjet do Indie. Damien vyznává své city k ní.

## Obsazení
| Jean-Pierre Bacri    | Damien Hauer                   |
| Kristin Scott Thomas | Iva, přítelkyně Damiena        |
| Isabelle Carré       | Aurore / Zorica                |
| Claude Rich          | Sébastien Hauer                |
| Arthur Igual         | Antoine, milenec Ivy           |
| Jackie Berroyer      | Lobatch, přítel Damiena        |
| Jérôme Beaujour      | Campuche                       |
| Benoît Jacquot       | Kevadian                       |
| Iliana Lolic         | Vera, švagrová Iva             |
| Francis Leplay       | Marcoy, bratr Ivy              |
| Philippe Duclos      | Henri Hortense, politik        |
| Joséphine Derenne    | Blandine Hauer, lmatka Damiena |
| Agathe Bonitzer      | Laetitia, herečka              |

## Ocenění
- César: nominace v kategoriích nejlepší herec (Jean-Pierre Bacri) a nejlepší herec ve vedlejší roli (Claude Rich)